# Hvitá
Hvítá ([ˈkʰviːtˌauː]ⓘ «río blanco») es un río cuya fuente está en el lago glaciar Hvítárvatn en el glaciar Langjökull en las Tierras Altas de Islandia. Se encuentra en la región de Suðurland. Es el tercer río más largo de Islandia.

## Cauce
El río fluye a unos 40 km antes de caer a una pequeña garganta en la cascada Gullfoss. Después de esto, el río fluye entre los distritos Biskupstungur y Hrunamannahreppur. En este punto se da la confluencia del Hvítá y otros tres ríos: Tungufljót, Brúará y Stóra-Laxá. Después de esta confluencia el río contiene el doble de la cantidad de agua comparada con la cantidad en Gullfoss. El río luego recorre las tierras llanas cerca de Grímsness y detrás de la cordillera Ingólfsfjall. Justo al norte de la ciudad de Selfoss se une con el río Sog. Después de eso el río combinado se llama Ölfusá al fluir al océano Atlántico. Es el más largo de Islandia tras el Þjórsá y el Jökulsá á Fjöllum.

## Inundaciones
Debido al riesgo de inundaciones, especialmente en el período invernal, tiene una reputación de ser el río más peligroso de Islandia. Hay excursiones de rafting organizadas en partes del río.

## Galería

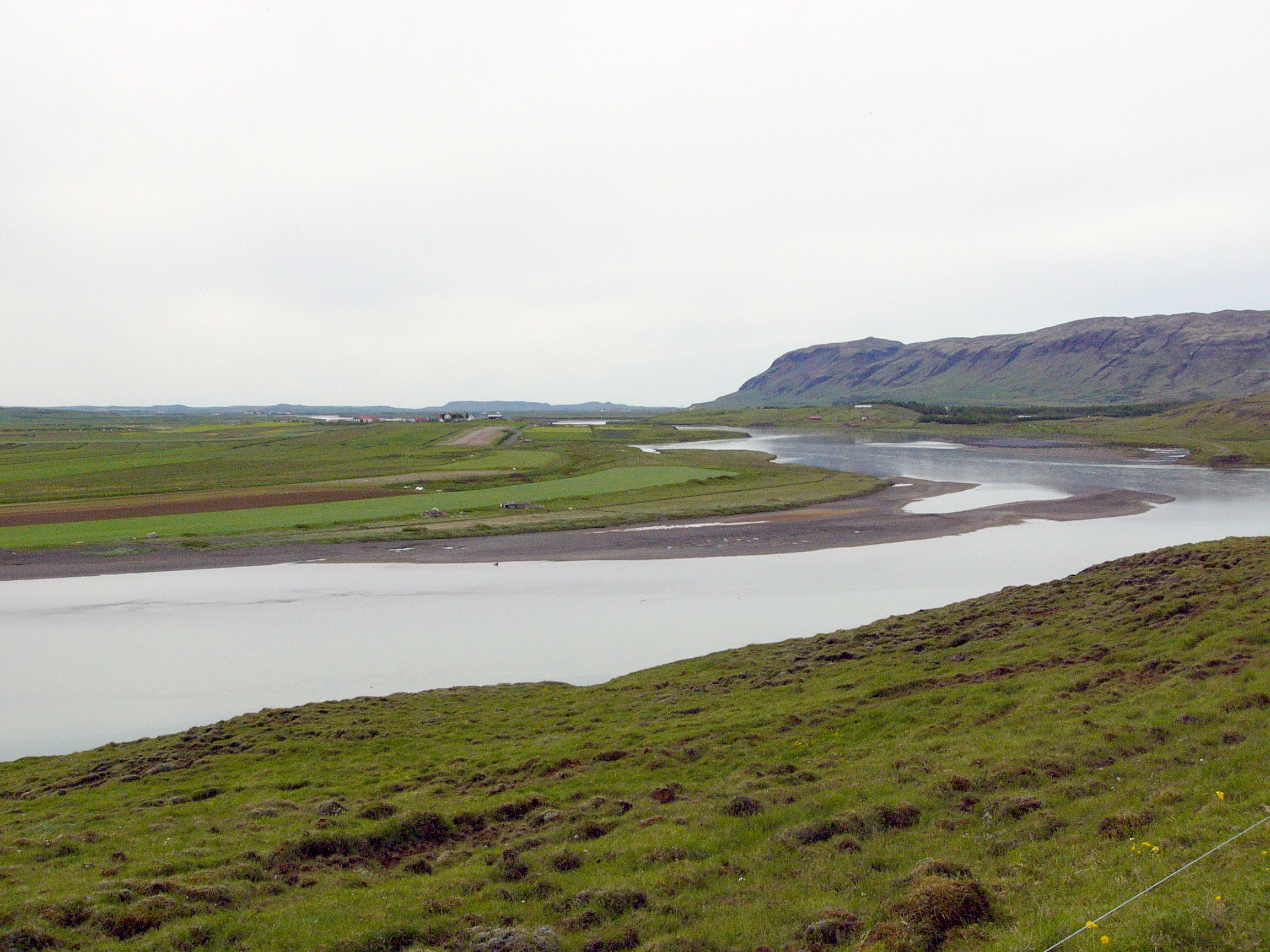
El Hvítá cerca de Laugarás
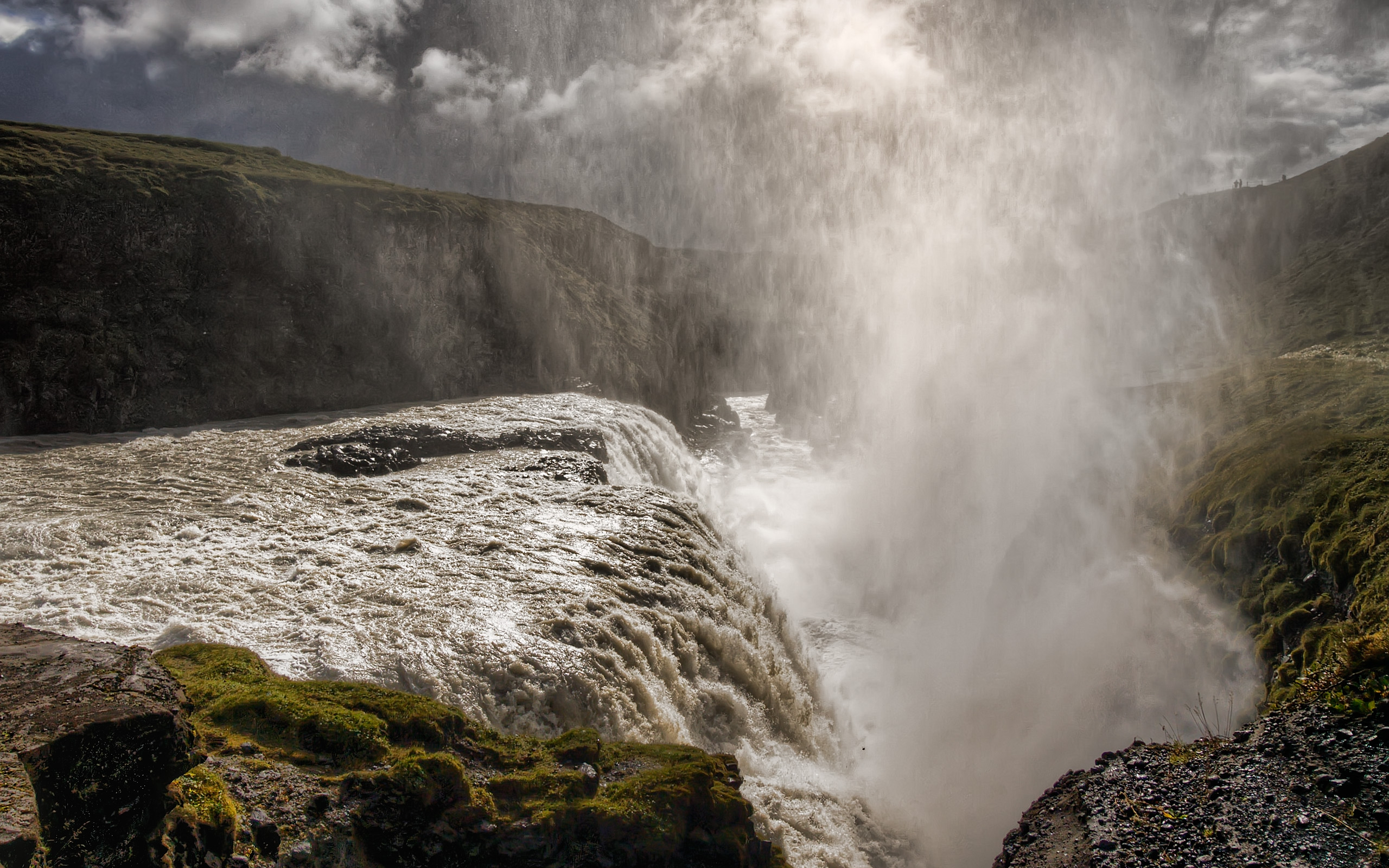
Cascada Gullfoss
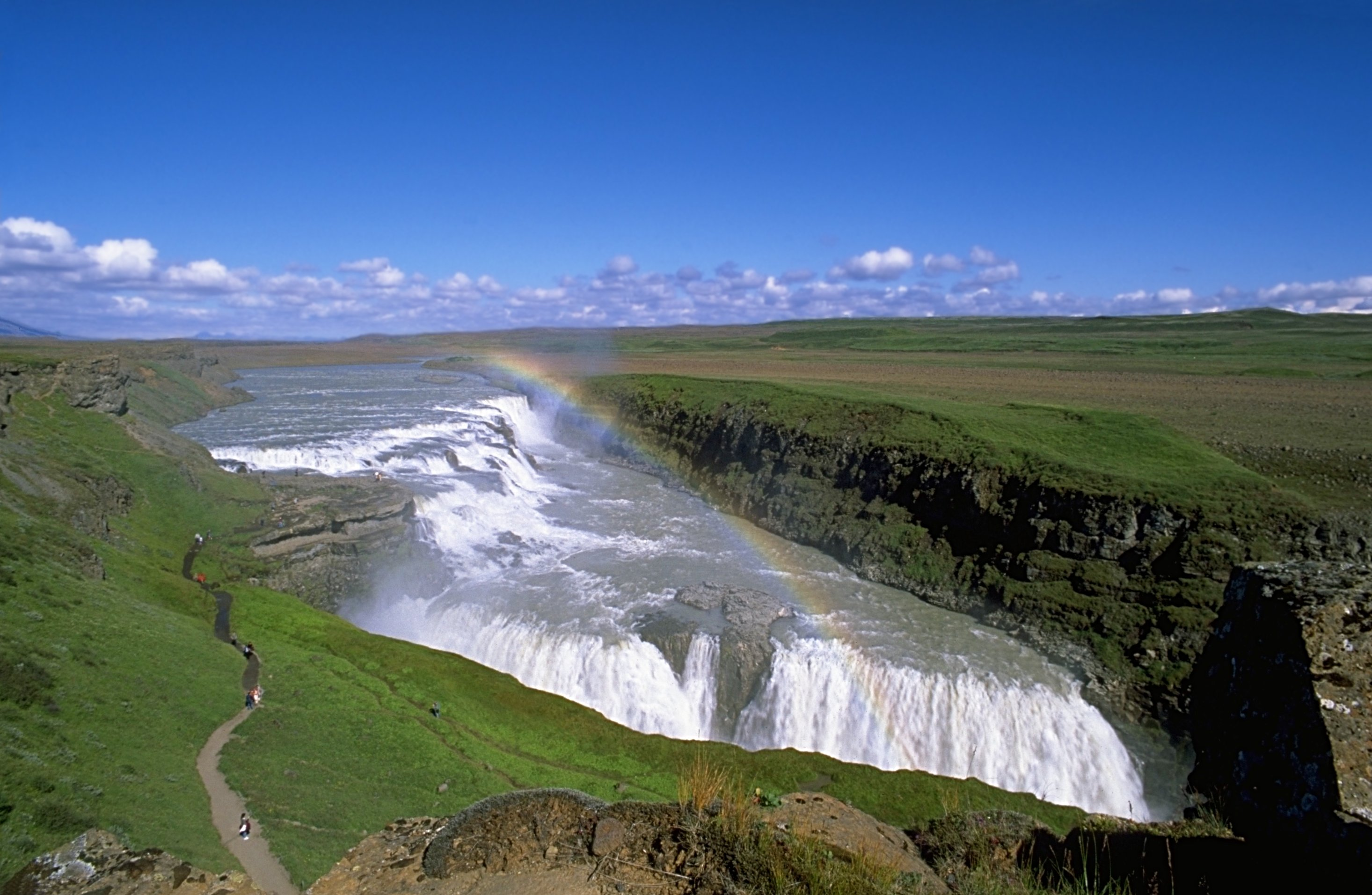